# Kitija Bogdanova
Kitija Bogdanova (12 de abril de 2004) es una deportista letona que compite en luge en la modalidad doble.
Ganó una medalla de bronce en el Campeonato Mundial de Luge de 2024 y una medalla de bronce en el Campeonato Europeo de Luge de 2024.

## Palmarés internacional
| Campeonato Mundial | Campeonato Mundial   | Campeonato Mundial | Campeonato Mundial |
| Año                | Lugar                | Medalla            | Prueba             |
| ------------------ | -------------------- | ------------------ | ------------------ |
| 2024               | Altenberg (Alemania) | Medalla de bronce  | Doble (velocidad)  |
| Campeonato Europeo |                      |                    |                    |
| Año                | Lugar                | Medalla            | Prueba             |
| 2024               | Igls (Austria)       | Medalla de bronce  | Doble              |